# 吕村 (南乐县)
吕村是河南省濮阳市南乐县千口乡的一个自然村，面积2000平方米，人口2千人。邮政编码457400。与山东省莘县毗邻。男性村民主要以李姓居多，还有赵、吴、闫等。
村庄地势平坦，适宜各种粮食、经济作物生长。经济情况十分落后，位于全国水平之下。